# Warlamow-Gletscher
Der Warlamow-Gletscher (russisch Ледник Варламова Lednik Warlamowa) ist ein Gletscher auf der westantarktischen Alexander-I.-Insel. Auf der Beethoven-Halbinsel fließt er in nordwestlicher Richtung in das Kopfende des Brahms Inlet.
Die Akademie der Wissenschaften der UdSSR benannte ihn 1987 nach dem russischen Komponisten Alexander Warlamow (1801–1848).